# Trespaderne
Trespaderne é um município da Espanha na província de Burgos, comunidade autónoma de Castela e Leão, de área 37 km² com população de 835 habitantes (2017) e densidade populacional de 22,68 hab/km².

## Demografia
| Variação demográfica do município entre 1991 e 2017 | Variação demográfica do município entre 1991 e 2017 | Variação demográfica do município entre 1991 e 2017 | Variação demográfica do município entre 1991 e 2017 |
| --------------------------------------------------- | --------------------------------------------------- | --------------------------------------------------- | --------------------------------------------------- |
| 1991                                                | 1996                                                | 2001                                                | 2017                                                |
| 1234                                                | 1170                                                | 1031                                                | 835                                                 |